# Apagomerina apicalis
Apagomerina apicalis là một loài bọ cánh cứng trong họ Cerambycidae.